# Self Satisfaction II
Self Satisfaction II è un album di cover della cantante giapponese Masami Okui pubblicato il 2 febbraio 2011 dalla evolution. L'album ha raggiunto la centotredicesima posizione della classifica degli album più venduti in Giappone.

## Tracce
1. Cosmic Dance (originale: JAM Project)
2. Garden of Eden (originale: Yuuto Suzuki)
3. Fates (originale: Miyazaki Ui)
4. Beloved (originale: Ohmi Tomoe)
5. Hi no Hana (火ノ花; Fire Flower) (originale: Ohmi Tomoe)
6. Still Love (originale: Ohmi Tomoe)
7. DEAD or ALIVE (originale: The Idolm@ster)
8. Happy Days (originale: Ohmi Tomoe)
9. GRADUATION (originale: Sendai Eri)
10. Utakata (ウタカタ; Bubble) (originale: Ohmi Tomoe)
11. KOHAKU (originale: Shimokawa Mikuni)
12. Satisfaction (originale: Miyazaki Ui)